# Rumold Mercator

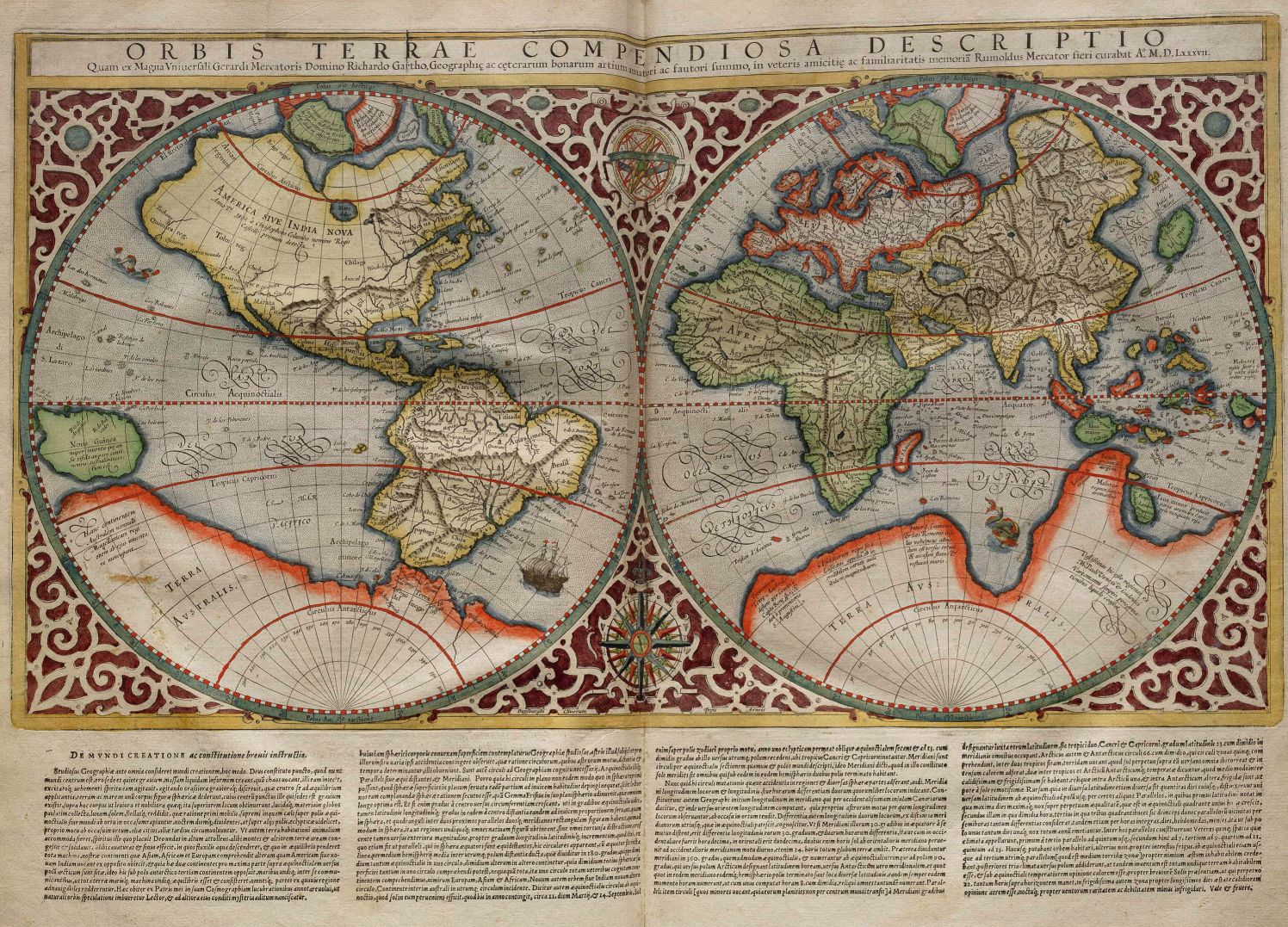
Mapa světa Rumolda Mercatora

Rumold Mercator (1545 Lovaň – 1599 Duisburg) byl vlámský kartograf a syn kartografa Gerharda Mercatora.
Po smrti svého otce Rumold Mecrator zkompletoval jeho nedokončené práce a doplnil je novými materiály a výsledky vlastního výzkumu.

## Dílo
- Die Germania-Wandkarte des Rumold Mercator (Duisburg 1590) (Monumenta cartographica Rhenaniae) (německy)